# Milpoš
Milpoš ist eine Gemeinde im Osten der Slowakei mit 657 Einwohnern (Stand 31. Dezember 2024). Sie gehört zum Okres Sabinov, einem Kreis des Prešovský kraj, sowie zur traditionellen Landschaft Šariš.

## Geographie

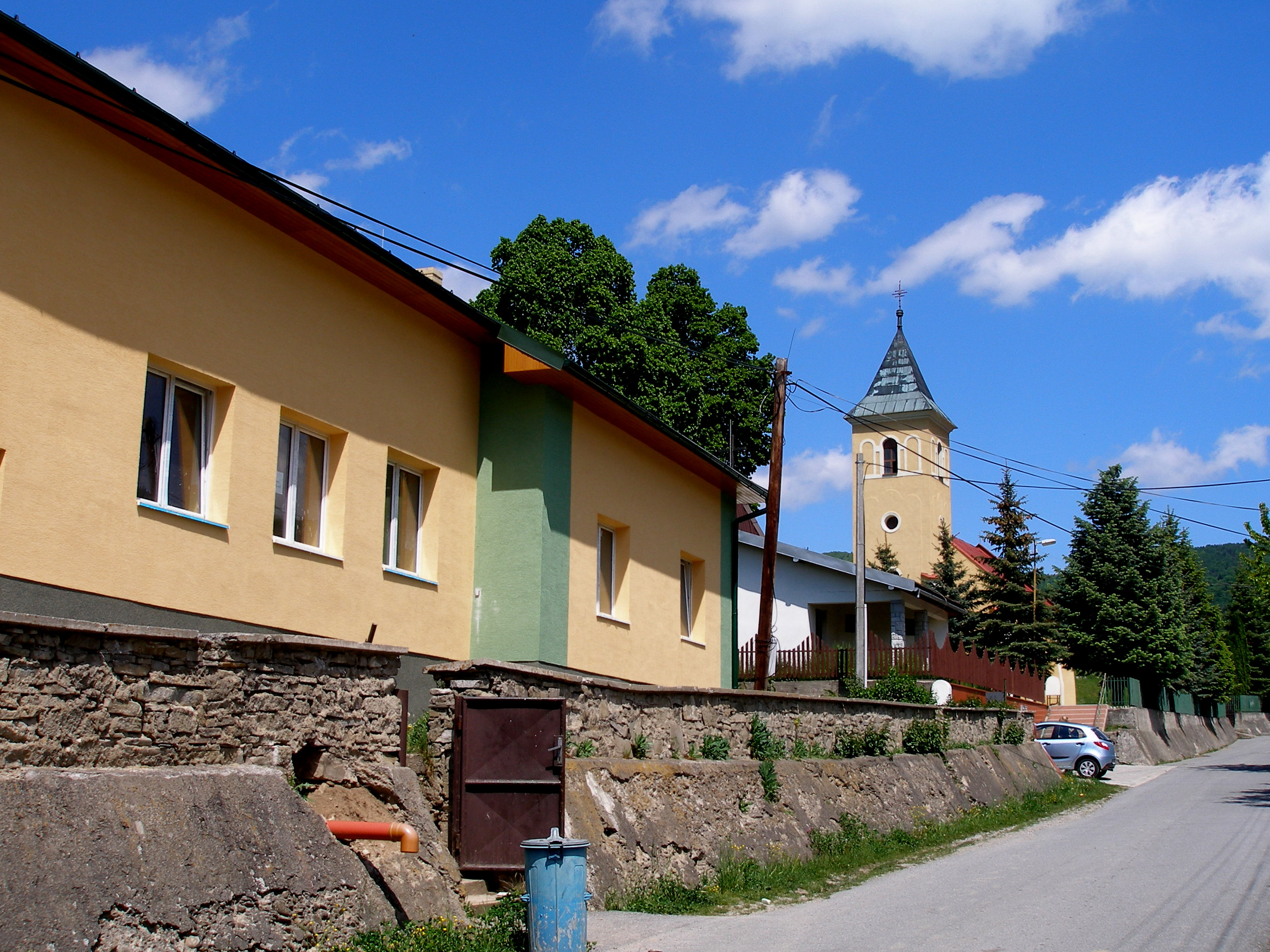
Ortszentrum von Milpoš

Die Gemeinde befindet sich am südwestlichen Hang des Čergov-Gebirges im Tal des Baches Milpošský potok im Einzugsgebiet der Torysa. Das Ortszentrum liegt auf einer Höhe von 510 m n.m. und ist acht Kilometer von Lipany sowie 12 Kilometer von Sabinov entfernt.
Nachbargemeinden sind Lúčka im Westen, Kamenica im Nordwesten und Norden, Hanigovce im Osten, Červenica pri Sabinove und Rožkovany im Süden und Lipany im Südwesten.

## Geschichte

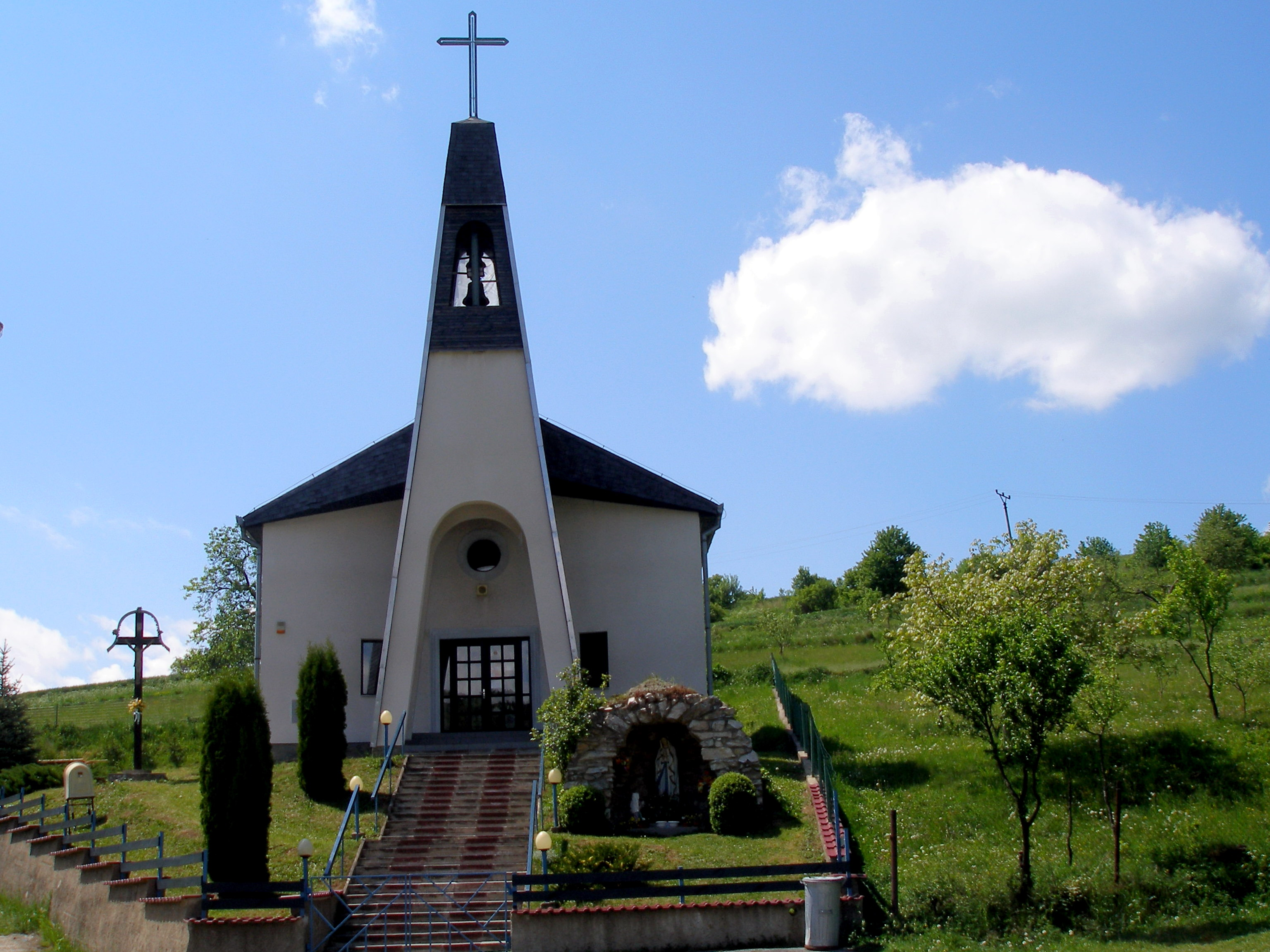
Moderne Kirche

Der Ort entstand im frühen 15. Jahrhundert im Herrschaftsgebiet der nahen Burg Hanigovce, deren Untertanen hier von der Viehwirtschaft lebten und einen kleinen Weiler samt einer Kapelle bauten. Schriftliche Quellen sind zu dieser Zeit allerdings spärlich. Im 17. Jahrhundert arbeiteten die Einwohner als Köhler, und im Jahr 1775 wird der Name des Ortes als Puszta Hanigocz alias Milpos verzeichnet. Von der Köhlerei soll sich auch der Ortsname ableiten: mil bezeichnete eine Holzlagerstätte und poš deren Bedeckung aus Lehm und Morast.
Bis 1918 gehörte der im Komitat Sáros liegende Ort zum Königreich Ungarn und kam danach zur Tschechoslowakei beziehungsweise heute Slowakei. Am 1. Januar 1950 wurde Milpoš durch Ausgliederung aus der Gemeinde Hanigovce eine eigenständige Gemeinde.

## Bevölkerung
| Jahr                | 1994 | 2004    | 2014    | 2024    |
| ------------------- | ---- | ------- | ------- | ------- |
| Anzahl der Personen | 618  | 663     | 694     | 657     |
| Unterschied         |      | +7,28 % | +4,67 % | −5,33 % |

| Jahr                | 2023 | 2024    |
| ------------------- | ---- | ------- |
| Anzahl der Personen | 649  | 657     |
| Unterschied         |      | +1,23 % |

Nach der Volkszählung 2011 wohnten in Milpoš 676 Einwohner, davon 666 Slowaken, jeweils zwei Roma und Tschechen und ein Russine. Fünf Einwohner machten keine Angabe zur Ethnie.
458 Einwohner bekannten sich zur griechisch-katholischen Kirche, 191 Einwohner zur römisch-katholischen Kirche, drei Einwohner zur orthodoxen Kirche und ein Einwohner zur Evangelischen Kirche A. B. Acht Einwohner waren konfessionslos und bei 15 Einwohnern wurde die Konfession nicht ermittelt.